# Neogótika

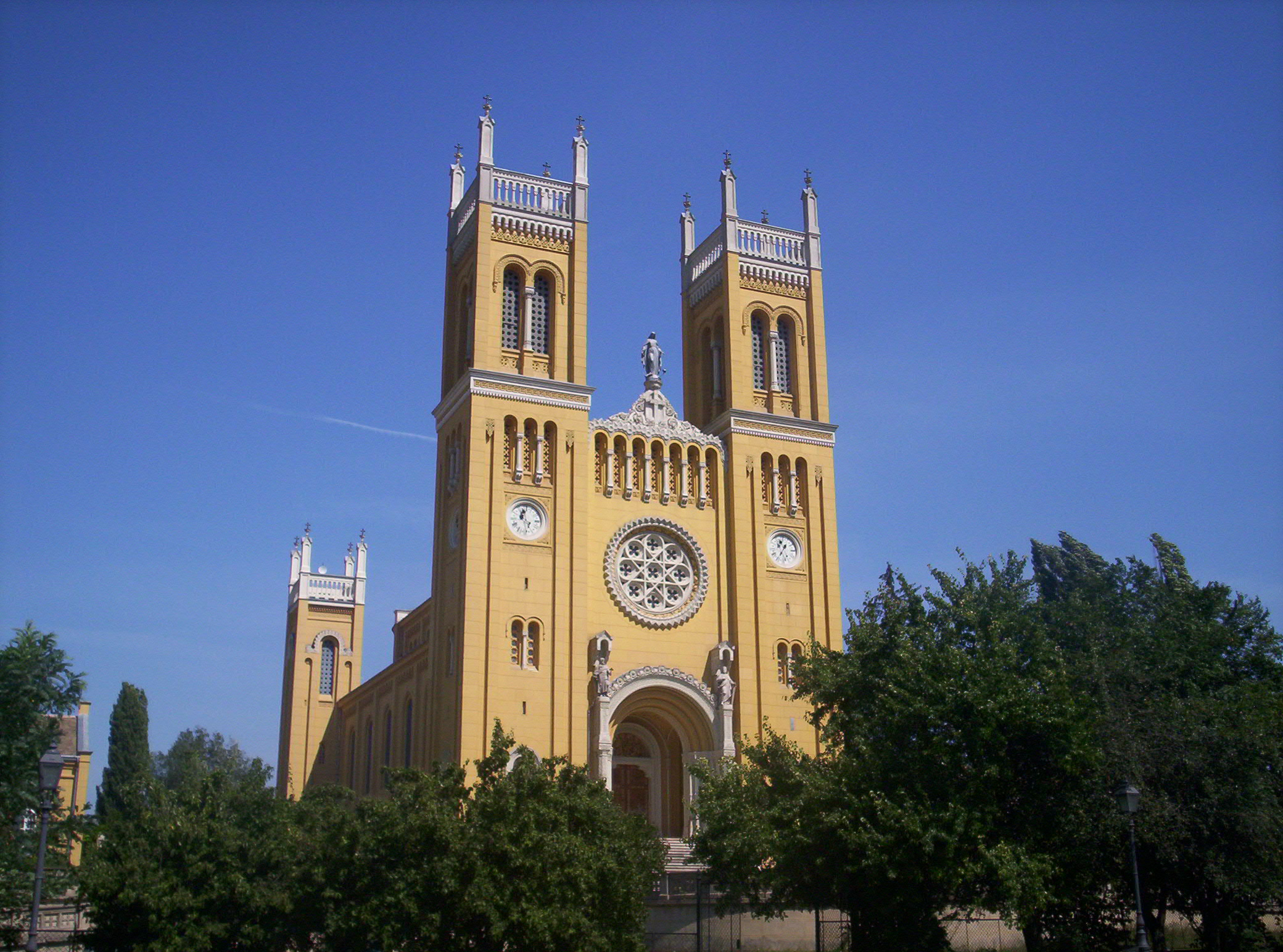
A fóti templomon mór és bizánci elemek is előfordulnak

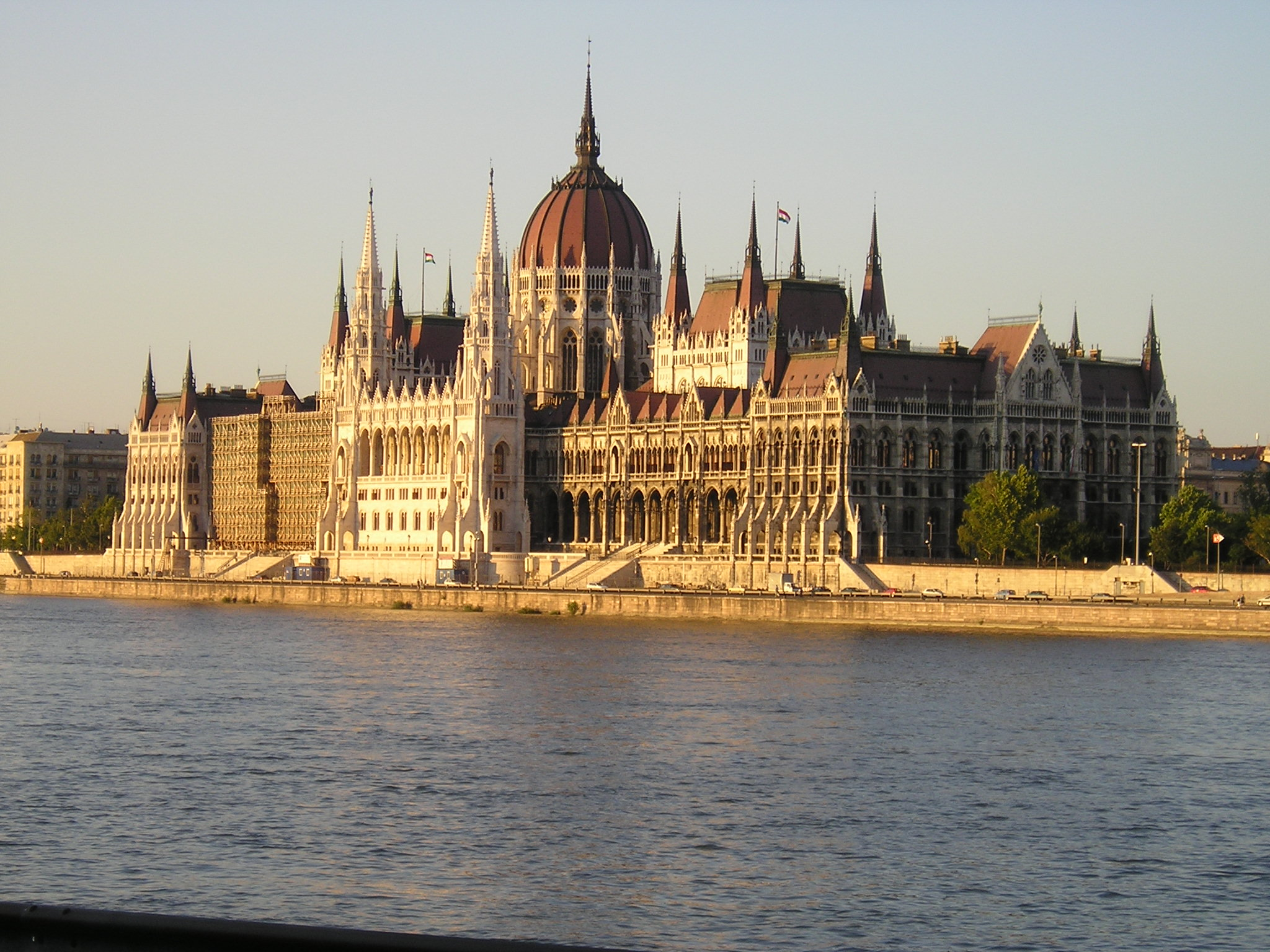
Az Országház épülete

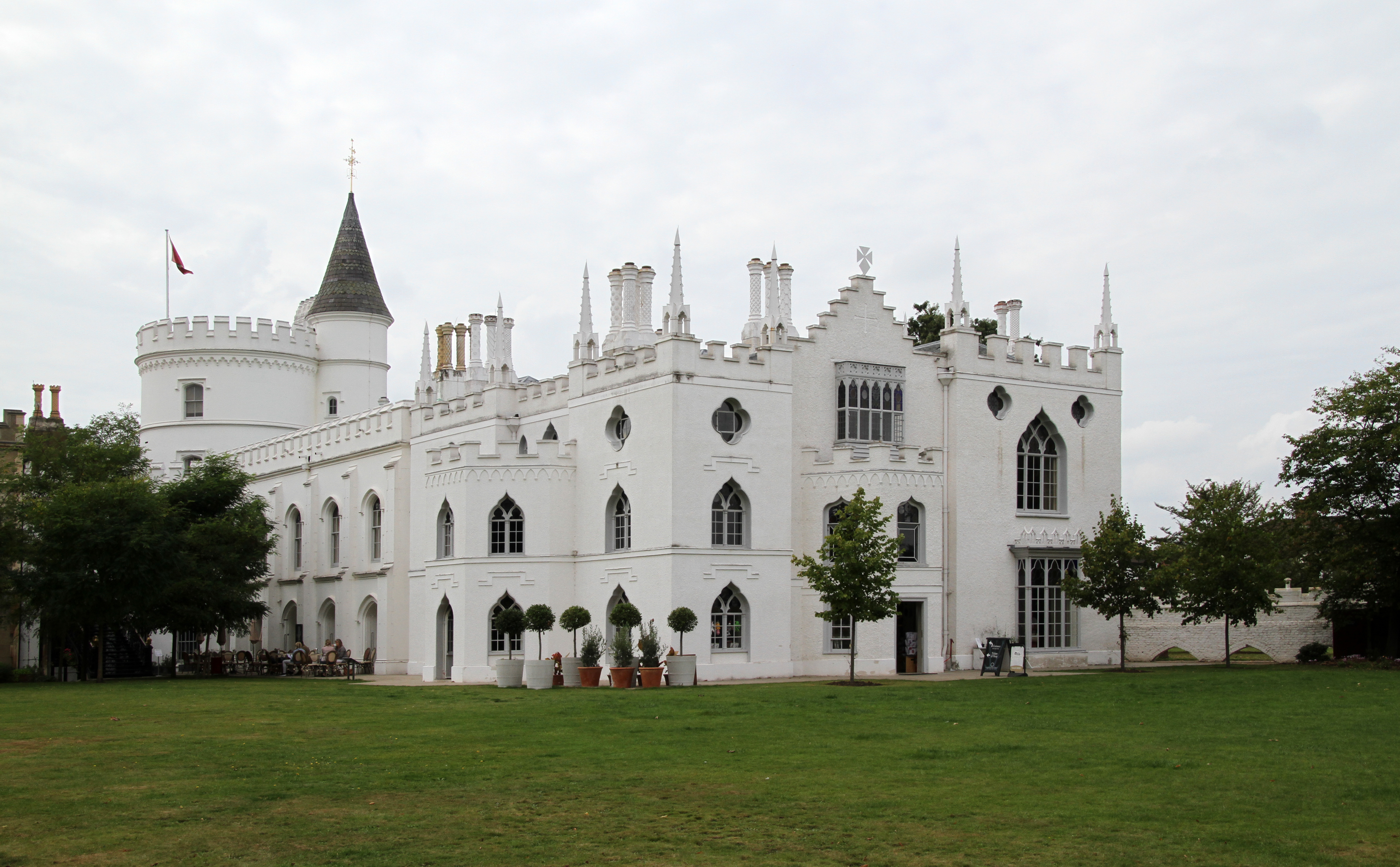
A Strawberry Hill (London) 2017-ben

A neogótika (magyarul: újgótika) az első romantikus építészeti stílusirányzat, mely tisztán a gótika stíluselemeiből táplálkozik. Az irányzat túlélte az 1860-as években megszűnő romantikát, és az első világháborúig fennmaradt a historizmus részeként. A két világháború közötti időben (1920-as, 1930-as évek) az újhistorizáló építészet keretén belül alkalmilag jelent meg a használata.

## Története
A 18. században alakult ki Angliában. Horace Walpole, az első brit miniszterelnök fia úgy építtette meg kastélyát, a Strawberry Hillt, hogy az a középkort idézze. Kortársai ekkor kinevették és különcnek tartották, azonban ez a kastély a romantikus építészet első példája. A 19. század 30-as, 40-es éveiben volt az angol romantika virágkora, ekkor már valóságos divat volt a neogótika. Ezt az időszakot gótikus újjászületésnek (gothic revival) nevezték. A század közepén felépült a londoni Houses of Parliament, Charles Barry tervei alapján, majd a Tower Bridge is, mely stílusával a Towerhez kíván illeszkedni. Nyugat-Európában a század második felében a neogótikát és általában a neostílusokat kiszorította az eklektika és a vasvázas építkezés.
Magyarországon, mivel a romantika csak később jelent meg, a neogótika a historizmus egyik megnyilvánulása, mert a romantikát a Feszl-féle nemzeti építészet képviselte a század közepén. Érdekes azonban, hogy a középkor hangulatát felidéző, olykor gótikus elemeket is felhasználó építészet már korábban jelen volt: a Povolny Ferenc által tervezett pétervásárai plébániatemplom (1817) európai viszonylatban is különlegesség. A 40-es években Brein Ferenc ú.n. Csősztoronya és Ybl Miklós fóti plébániatemploma képviseli a romantikus-neogótikus építészetet. Ám ahogyan Ybl, egész Magyarország építészete átváltott az eklektikára. 
Eklektika és historizmus egyszerre és egymástól áthatva jelentkezett a század utolsó évtizedeiben. A magyar neogótikus-eklektikus építészet szép példáit elsősorban Budapest adja. Bérpalotákon jellegzetes gótikus motívumok bukkannak fel, olykor tisztán, olykor reneszánsz és barokk motívumok között is. A neogótikus építészet világviszonylatban is jelentős alkotása a Steindl Imre tervei alapján épült Országház. Az épületen minden elem gótikus, a kupolát és barokkos alaprajzot kivéve. 
A korszakhoz hozzátartozik a műemlékek helyreállításának folyamata is, amely néha több kárt okozott, mint hasznot. A Mátyás-templom és kassai Szent Erzsébet-dóm valóban új külsőt kaptak Steindl Imre tervei alapján, azonban az eredmény igazolta a műemlékvédő célokat. A Vajdahunyadvár helyreállítása során viszont az eredeti gótikus elemeket eltávolították, (miután Steindl nem tudott már a helyreállítással foglalkozni), helyükre a környezetbe nem illő neogót részletek kerültek.